# Kleine rotsmus
De kleine rotsmus (Gymnoris dentata synoniem: Petronia dentata) is een vogel uit de familie mussen (Passeridae). De vogel komt voor in de Sahel.

## Kenmerken
De vogel is gemiddeld 13 cm lang en weegt 16 tot 21,5 g. Het is een vrij kleine soort mus met een betrekkelijk korte staart en een lange, kegelvormige snavel. Het mannetje is donkerbruin van boven. Opvallend is een oogstreep die tussen het oog en de snavel licht gekleurd is, maar achter het oog roodbruin is en doorloopt tot op de schouder. De kruin van het mannetje is grijs. Zowel mannetje als vrouwtje hebben een grijze borst. Het vrouwtje heeft een lichte oogstreep en is verder iets lichter bruin, met ook een lichtbruine kruin. De snavel is hoornkleurig en wordt in de broedtijd zwart.

## Verspreiding en leefgebied
De kleine rotsmus komt voor in Mauritanië, Senegal en Gambia en verder oostelijk tot in Zuid-Soedan, West-Ethiopië, Noord-Eritrea en het zuiden van het Arabisch Schiereiland.
Het leefgebied bestaat uit licht beboste savanne, droog cultuurland en de omgeving van steden. In Jemen tot op 1900 m boven de zeespiegel.

## Status
De grootte van de populatie is niet gekwantificeerd. Men veronderstelt dat de soort in aantal stabiel blijft. Om deze redenen staat de kleine rotsmus als niet bedreigd op de Rode Lijst van de IUCN.